# Dedicated (album Lemara)
Dedicated – debiutancki album brytyjskiego piosenkarza Lemara wydany w 2003 roku. Singlem promującym album był utwór "Dance (With U)".

## Pozycje na listach
Pierwszy singiel z albumu, "Dance With U", dotarł do drugiego miejsca na liście UK Singles Chart na początku 2003 roku. Krążek "Dedicated" został wydany pod koniec 2003 roku a dzięki kolejnym singlom "50/50" i "Another Day" osiągnął ogromy sukces w Wielkiej Brytanii i pokrył się podwójną platyną z łączną sprzedażą ponad 600.000 egzemplarzy.

## Lista utworów
1. "Dedicated (Intro)" (Lemar Obika) - 1:08
2. "Dance (With U)" (Craig Hardy, Obika, Fitzgerald Scott) - 3:08
3. "Fresh" (Abdul Bello, Obika) - 3:25
4. "50/50" (Austan, Hermansen, Mikkel Mille, Obika) - 3:24
5. "Another Day" (Scott, Skyler Sinclair, William Whedbee) - 4:02
6. "Sweet Love" (Karl Daniel, Obika) - 3:35
7. "No Pressure" (Jas Jorgensen, Andy Love, Obika) - 3:38
8. "Body Talk" (Darren Brown, Terry Brown, Giles Craig, Obika) - 3:20
9. "What About Love?" (Obika, Scott) - 3:39
10. "Good Woman" (Brown, Brown, Craig, Obika) - 3:47
11. "Let's Stay Together" (Al Green, Al Jackson, Willie Mitchell) - 3:48
12. "Hot Summer" (Brown, Brown, Craig, Obika) - 3:25
13. "Alright With Our Love" (Nigel Lowis, Obika, Scott) - 4:20
14. "Lullaby" (Ainsley Henderson, Obika) - 3:22
15. "All I Ever Do (My Boo)" (Obika) - 3:20